# Obuwikowe
Obuwikowe (Cypripedioideae) – podrodzina w obrębie storczykowatych (Orchidaceae). Należy do niej 130 gatunków skupionych w 5 rodzajach. Rodzaj Cypripedium występuje w strefie umiarkowanej sięgając rejonów subarktycznych na półkuli północnej. Przedstawiciele rodzaju Paphiopedilum rosną w Azji południowo-wschodniej, a zasięg pozostałych przedstawicieli podrodziny obejmuje Amerykę Środkową i Południową.
Cechą wyróżniającą rośliny z podrodziny obuwikowych są kwiaty zawierające pantofelkowo rozdętą warżkę z dwoma wyjściami i dwoma płodnymi pręcikami wykształconymi z wewnętrznego okółka pręcików. Z zewnętrznego okółka pochodzi prątniczek, który u tych roślin jest charakterystycznie spłaszczony i pochylony nad wejściem do warżki. U szeregu gatunków środkowy płatek zewnętrznego okółka okwiatu jest pasiasty, podczas gdy dwa płatki boczne zewnętrznego okółka są zwykle zrośnięte i znajdują się tuż pod warżką. Kwiat jest odwrócony o 180°.
Atrakcyjne kwiaty gatunków z tej podrodziny powodują, że są one uprawiane jako rośliny ozdobne. Owoce dwóch gatunków – Selenipedium chica i S. isabelianum zbierane były jako namiastka wanilii.

## Systematyka
Pozycja systematyczna podrodziny według Angiosperm Phylogeny Website
|  | obuwikowe Cypripedioideae                                                                 |
|  |                                                                                           |
|  | \| \| epidendronowe Epidendroideae \| \| \| \| \| \| storczykowe Orchidoideae \| \| \| \| |
|  |                                                                                           |
|  | epidendronowe Epidendroideae                                                              |
|  |                                                                                           |
|  | storczykowe Orchidoideae                                                                  |
|  |                                                                                           |

|  | epidendronowe Epidendroideae |
|  |                              |
|  | storczykowe Orchidoideae     |
|  |                              |

|  | obuwikowe Cypripedioideae                                                                 |
|  |                                                                                           |
|  | \| \| epidendronowe Epidendroideae \| \| \| \| \| \| storczykowe Orchidoideae \| \| \| \| |
|  |                                                                                           |
|  | epidendronowe Epidendroideae                                                              |
|  |                                                                                           |
|  | storczykowe Orchidoideae                                                                  |
|  |                                                                                           |

|  | epidendronowe Epidendroideae |
|  |                              |
|  | storczykowe Orchidoideae     |
|  |                              |

|  | obuwikowe Cypripedioideae                                                                 |
|  |                                                                                           |
|  | \| \| epidendronowe Epidendroideae \| \| \| \| \| \| storczykowe Orchidoideae \| \| \| \| |
|  |                                                                                           |
|  | epidendronowe Epidendroideae                                                              |
|  |                                                                                           |
|  | storczykowe Orchidoideae                                                                  |
|  |                                                                                           |

|  | epidendronowe Epidendroideae |
|  |                              |
|  | storczykowe Orchidoideae     |
|  |                              |

|  | obuwikowe Cypripedioideae                                                                 |
|  |                                                                                           |
|  | \| \| epidendronowe Epidendroideae \| \| \| \| \| \| storczykowe Orchidoideae \| \| \| \| |
|  |                                                                                           |
|  | epidendronowe Epidendroideae                                                              |
|  |                                                                                           |
|  | storczykowe Orchidoideae                                                                  |
|  |                                                                                           |

|  | epidendronowe Epidendroideae |
|  |                              |
|  | storczykowe Orchidoideae     |
|  |                              |

Podział systematyczny
Do podrodziny należy pięć rodzajów:
- Cypripedium L. – obuwik
- Mexipedium V. A. Albert & M. W. Chase
- Paphiopedilum Pfitzer – pafiopedilum, sabotek
- Phragmipedium Rolfe – fragmipedium
- Selenipedium Rchb. f.

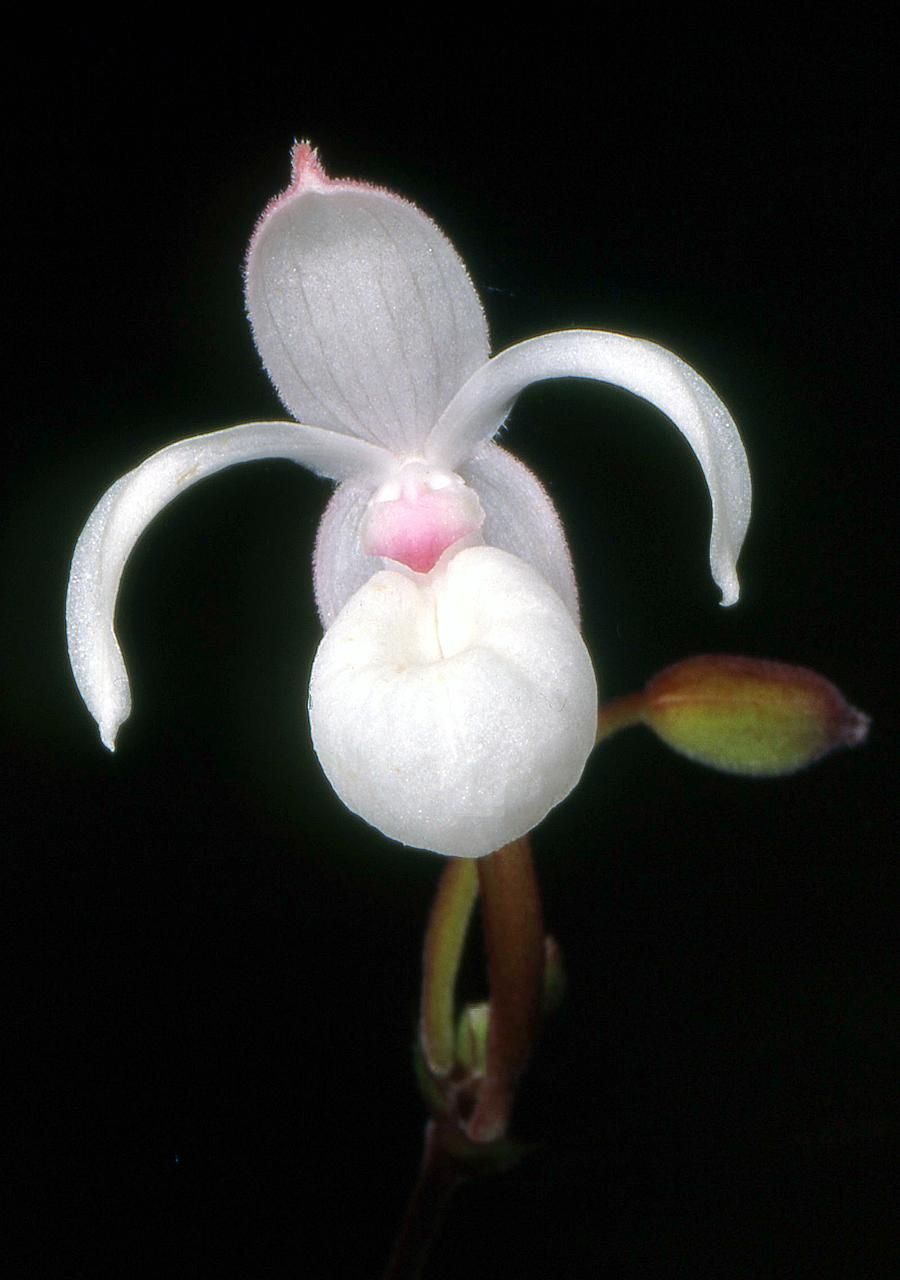
Mexipedium xerophyticum
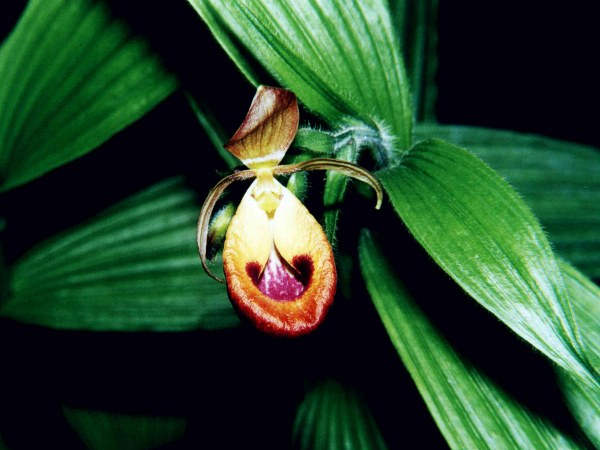
Selenipedium palmifolium
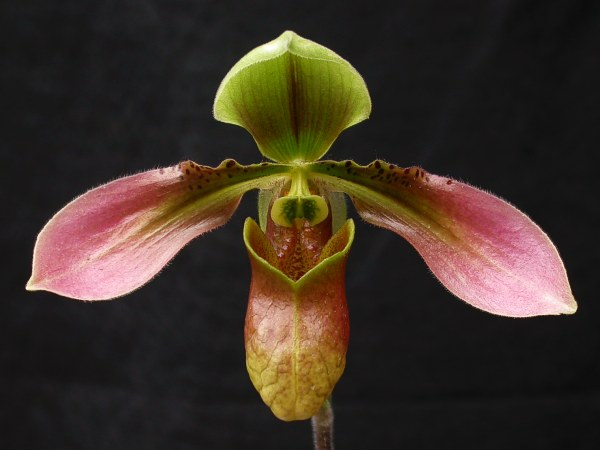
Paphiopedilum appletonianum